# AHL 1961/62
Die Saison 1961/62 war die 26. reguläre Saison der American Hockey League (AHL). Während der regulären Saison bestritten die acht Teams der Liga jeweils 70 Spiele. Die sechs besten Mannschaften der AHL spielten anschließend in einer Play-off-Runde um den Calder Cup.

## Teamänderungen
Folgende Änderungen wurden vor Beginn der Saison vorgenommen:
- Die Pittsburgh Hornets kehrten nach Wiederaufnahme ihrer Lizenz als Expansionsteam in die Liga zurück

## Reguläre Saison

### Abschlusstabellen
Abkürzungen: GP = Spiele, W = Siege, L = Niederlagen, T = Unentschieden, OTL = Niederlage nach Overtime, GF = Erzielte Tore, GA = Gegentore, Pts = Punkte

Erläuterungen: In Klammern befindet sich die Platzierung innerhalb der Conference;       = Playoff-Qualifikation ,       = Division-Sieger,       = Conference-Sieger

#### Reguläre Saison
| East Division       | GP | W  | L  | T | GF  | GA  | Pts |
| ------------------- | -- | -- | -- | - | --- | --- | --- |
| Springfield Indians | 70 | 45 | 22 | 3 | 292 | 194 | 93  |
| Hershey Bears       | 70 | 37 | 28 | 5 | 236 | 213 | 79  |
| Providence Reds     | 70 | 36 | 32 | 2 | 261 | 267 | 74  |
| As de Québec        | 70 | 30 | 36 | 4 | 208 | 207 | 64  |

| West Division       | GP | W  | L  | T | GF  | GA  | Pts |
| ------------------- | -- | -- | -- | - | --- | --- | --- |
| Cleveland Barons    | 70 | 39 | 28 | 3 | 255 | 203 | 81  |
| Buffalo Bisons      | 70 | 36 | 31 | 3 | 247 | 219 | 75  |
| Rochester Americans | 70 | 33 | 31 | 6 | 234 | 240 | 72  |
| Pittsburgh Hornets  | 70 | 10 | 58 | 2 | 177 | 367 | 22  |

### Beste Scorer
Abkürzungen: GP = Spiele, G = Tore, A = Assists, Pts = Punkte, +/- = Plus/Minus, PIM = Strafminuten; Fett: Saisonbestwert
| Spieler         | Team                | GP | G  | A  | Pts | PIM |
| --------------- | ------------------- | -- | -- | -- | --- | --- |
| Bill Sweeney    | Springfield Indians | 70 | 40 | 61 | 101 | 14  |
| Willie Marshall | Hershey Bears       | 70 | 30 | 65 | 95  | 24  |
| Barry Cullen    | Buffalo Bisons      | 69 | 41 | 53 | 94  | 61  |
| Brian Kilrea    | Springfield Indians | 70 | 20 | 73 | 93  | 28  |
| Fred Glover     | Cleveland Barons    | 70 | 40 | 45 | 85  | 148 |
| Ron Attwell     | Cleveland Barons    | 70 | 28 | 55 | 83  | 43  |
| Stan Baluik     | Providence Reds     | 69 | 25 | 56 | 81  | 55  |
| Brian Cullen    | Buffalo Bisons      | 67 | 22 | 59 | 81  | 18  |
| Jim Mikol       | Cleveland Barons    | 70 | 32 | 48 | 80  | 89  |
| Jim Anderson    | Springfield Indians | 70 | 38 | 41 | 79  | 24  |

## Calder-Cup-Playoffs

### Modus
Für die Play-offs qualifizierten sich die sechs besten Mannschaften der American Hockey League. In der ersten Play-off-Runde traf jeweils der Zweite der Eastern bzw. Western Division auf den Dritten und die beiden Divisionsgewinner trafen aufeinander. Die beiden Sieger aus den Duellen der Mannschaften auf den Plätzen zwei und drei trafen daraufhin in der zweiten Runde aufeinander, während der Gewinner aus dem Duell der beiden Divisionsgewinner durch ein Freilos automatisch für das Finale qualifiziert war. Die erste Play-off-Runden fand im Modus Best-of-Three statt, wobei die beiden Divisionsgewinner im Modus Best-of-Seven um die Finalteilnahme spielten. Die zweite Play-off-Runde fand im Modus Best-of-Five statt. Das Finale selbst wurde hingegen im Modus Best-of-Seven ausgespielt.

### Play-off-Übersicht

#### Erste Runde
- (E1) Springfield Indians – (W1) Cleveland Barons 4:2
- (E2) Hershey Bears – (E3) Providence Reds 2:1
- (W2) Buffalo Bisons – (W3) Rochester Americans 2:0

#### Zweite Runde
- (E1) Freilos für die Springfield Indians
- (W2) Buffalo Bisons – (E2) Hershey Bears 3:1

#### Finale
- (E1) Springfield Indians – (W2) Buffalo Bisons 4:1

### Calder-Cup-Sieger
| Calder-Cup-Sieger Springfield Indians | Torhüter: Marcel Paille Verteidiger: Dave Amadio, Kent Douglas, Pete Goegan, Ted Harris, Don Johns Angreifer: Jim Anderson, Jim Baird, Bruce Cline, Dave Duke, Bob Kabel, Brian Kilrea, Bob McCord, Billy McCreary, Dennis Olson, Larry Popein, Floyd Smith, Bill Sweeney Cheftrainer: Pat Egan General Manager: Jack Butterfield |

## Vergebene Trophäen

### Mannschaftstrophäen
| Auszeichnung                                                            | Team                |
| ----------------------------------------------------------------------- | ------------------- |
| Calder Cup Gewinner der AHL-Playoffs                                    | Springfield Indians |
| F. G. „Teddy“ Oke Trophy Bestes Team der East Division, Reguläre Saison | Springfield Indians |
| John D. Chick Trophy Bestes Team der West Division, Reguläre Saison     | Cleveland Barons    |

### Individuelle Trophäen
| Auszeichnung                                                                  | Spieler       | Team                |
| ----------------------------------------------------------------------------- | ------------- | ------------------- |
| Les Cunningham Award MVP der regulären Saison                                 | Fred Glover   | Cleveland Barons    |
| John B. Sollenberger Trophy Bester Scorer                                     | Bill Sweeney  | Springfield Indians |
| Dudley „Red“ Garrett Memorial Award Bester Rookie                             | Les Binkley   | Cleveland Barons    |
| Eddie Shore Award Bester Verteidiger                                          | Kent Douglas  | Springfield Indians |
| Harry „Hap“ Holmes Memorial Award Torhüter mit dem geringsten Gegentorschnitt | Marcel Paille | Springfield Indians |